# Seminoe State Park
Der Seminoe State Park ist ein State Park im Carbon County im Süden des US-Bundesstaates Wyoming. Er liegt im Nordwesten des Stausees Seminoe Reservoir, rund 56 km nördlich der Ortschaft Sinclair auf rund 2000 Metern und ist über die Interstate 80 zu erreichen. Der Park ist nach dem französischen Trapper Basil Cimineau Lajeunesse benannt, der im 19. Jahrhundert in der Gegend lebte.

## Geschichte
In den nahen Seminoe Mountains wurde im späten 19. Jahrhundert Gold gesucht. 1965 gründeten das U.S. Bureau of Reclamation und die Wyoming Recreation Commission – die Vorgängerinstitution von Wyoming State Parks and Historic Sites – in einem gemeinsamen Abkommen den Seminoe State Park am nordwestlichen Ufer des durch die Staumauer entstandenen Sees.

## Touristische Nutzung
Der Seminoe State Park beherbergt Wildtiere wie Dickhornschafe, Wapitis, Elche, Maultierhirsche, Gabelböcke, Kojoten, Pumas, Rotluchse, Füchse, Waschbären, Skunks, Echte Hasen, Baumwollschwanzkaninchen, Weißkopfseeadler sowie verschiedene Wassergeflügel. Im See können Forellen und Glasaugenbarsche gefischt werden. Die touristische Infrastruktur umfasst vier Campingplätze.

## Seminoe Dam
Der Seminoe Dam wurde zwischen 1936 und 1938 erbaut. Bei der Talsperre handelt es sich um eine Bogenstaumauer aus Beton mit einer Höhe von 90 m über der Gründungssohle. Die drei Francis-Turbinen des zugehörigen Wasserkraftwerks können bis zu 45 Megawatt Strom erzeugen.